# Liste der denkmalgeschützten Objekte in Traun (Stadt)
Die Liste der denkmalgeschützten Objekte in Traun enthält die 12 denkmalgeschützten, unbeweglichen Objekte der Gemeinde Traun in Oberösterreich (Bezirk Linz-Land).

## Denkmäler
| Foto |                 | Denkmal                                                                                | Standort                                                        | Beschreibung | Metadaten |
| ---- | --------------- | -------------------------------------------------------------------------------------- | --------------------------------------------------------------- | --- | --- |
| ja   | Datei hochladen | Kath. Pfarrkirche hl. Dionysius HERIS-ID: 52640 Objekt-ID: 59974                       | Kirchenplatz Standort KG: Traun                                 | Die neugotische Pfarrkirche hl. Dionysius hat eine bewegte Baugeschichte. Die Planung der Kirche erfolgte durch den Linzer Dombaumeister Otto Schirmer. Der Pfarrer Franz X. Gruber gründete im März 1880 einen Kirchenbauverein. Er begann schon 1881 ohne Baugenehmigung mit den Arbeiten. Wegen der fehlenden Bauverhandlung und der geplanten Größe der Kirche verweigerte der Religionsfond die Finanzierung des Baus und ordnete die Einstellung der Bautätigkeiten an. Da die Fundamente der Kirche bereits fertiggestellt waren und der Grundriss nicht mehr geändert werden konnte, begann der Architekt Raimund Jeblinger mit der Umplanung. Auf Grund dieser Kostenreduzierung und mit Hilfe von Spenden, einer Kirchenbaulotterie und der Zuwendung von 12000 Gulden „auf dem Gnadenwege“ aus dem Religionsfond konnte der Bau 1890 und eingeweiht werden. Der Innenausbau nahm dann nochmals 10 Jahre in Anspruch. | BDA-Hist.: Q23541702 Status: § 2a Stand der BDA-Liste: 2025-06-30 Name: Kath. Pfarrkirche hl. Dionysius GstNr.: .278/1 Stadtpfarrkirche Traun                 |
| ja   | Datei hochladen | Bildstock HERIS-ID: 82889 Objekt-ID: 96740                                             | Kirchenplatz Standort KG: Traun                                 | Der Bildstock ist mit 1715 bezeichnet und erinnert vermutlich an die Pestepidemie von 1713/14. Oben befindet sich das Monogramm IHS für Jesus, unten eines für Maria. Die Buchstaben AIVPZT in der Mitte bedeuten: Anton Josef Voggendanz Pfleger zu Traun. | BDA-Hist.: Q38179474 Status: § 2a Stand der BDA-Liste: 2025-06-30 Name: Bildstock GstNr.: 1648/2                                                              |
| ja   | Datei hochladen | Pfarrhof von St. Dionysius HERIS-ID: 82897 Objekt-ID: 96749                            | Kirchenplatz 1 Standort KG: Traun                               | Um im alten Pfarrhof in der Bahnhofstraße 19 für die Schule zusätzlichen Platz zu schaffen, erwarb Pfarrer Witzelsteiner 1825 privat das sogenannte „Scherzergütl“ und richtete darin das Pfarramt ein. Als der Pfarrer 1851 in den Ruhestand trat, verkaufte er das gesamte Anwesen an die „Pfarr- und Schulkonkurrenz Traun“. | BDA-Hist.: Q38179496 Status: § 2a Stand der BDA-Liste: 2025-06-30 Name: Pfarrhof von St. Dionysius GstNr.: 79/3                                               |
| ja   | Datei hochladen | Volksschule HERIS-ID: 82738 Objekt-ID: 96583                                           | Linzerstraße 7 Standort KG: Traun                               | | BDA-Hist.: Q38179134 Status: § 2a Stand der BDA-Liste: 2025-06-30 Name: Volksschule GstNr.: 1648/5 Volksschule Traun, Linzerstraße 7                          |
| ja   | Datei hochladen | Friedhofskapelle HERIS-ID: 82743 Objekt-ID: 96588                                      | Mitterfeldstraße Standort KG: Traun                             | | BDA-Hist.: Q38179144 Status: § 2a Stand der BDA-Liste: 2025-06-30 Name: Friedhofskapelle GstNr.: .1114                                                        |
| ja   | Datei hochladen | Ur- und frühgeschichtliche Fundzone Neubau HERIS-ID: 111919 Objekt-ID: 129944seit 2012 | Neubauerstraße, Fluren Mitterfeld und Aufeld Standort KG: Traun | | BDA-Hist.: Q37827623 Status: Bescheid Stand der BDA-Liste: 2025-06-30 Name: Ur- und frühgeschichtliche Fundzone Neubau GstNr.: 2063/1, 2069/1, 2069/2, 2063/2 |
| ja   | Datei hochladen | Bildstock HERIS-ID: 82900 Objekt-ID: 96752                                             | Randweg Standort KG: Traun                                      | | BDA-Hist.: Q38179508 Status: § 2a Stand der BDA-Liste: 2025-06-30 Name: Bildstock GstNr.: 2055/6 Bildstock Traunerstrasse                                     |
| ja   | Datei hochladen | Schloss Traun HERIS-ID: 38742 Objekt-ID: 38337                                         | Schloßstraße 8 Standort KG: Traun                               | Das Hauptgebäude des Schlosses Traun mit den vier Ecktürmchen wurde etwa in der zweiten Hälfte des 16. Jahrhunderts an Stelle der bereits um 1120 erwähnten Wasserburg errichtet. Die dem Innenhof zugewandte Schauseite hat eine bemerkenswert reiche Ausstattung, die anderen Seiten sind eher schlicht gehalten. Dem Schloss vorgelagert sind die Bauten der ehemaligen Brauerei, der Trakt mit der Schlosskapelle und das Tor zum Schlosshof. Die Schlosskapelle wurde 1363 errichtet und war von 1788 bis 1890 die Pfarrkirche von Traun. | BDA-Hist.: Q1260793 Status: Bescheid Stand der BDA-Liste: 2025-06-30 Name: Schloss Traun GstNr.: 2/1, 2/4 Schloss Traun                                       |
| ja   | Datei hochladen | Kath. Pfarrkirche hl. Martin HERIS-ID: 52583 Objekt-ID: 59779                          | Schubertstraße 10 Standort KG: Traun                            | Der Kirchenbau der Moderne wurde 1960 geweiht. | BDA-Hist.: Q23541906 Status: § 2a Stand der BDA-Liste: 2025-06-30 Name: Kath. Pfarrkirche hl. Martin GstNr.: 2716/91 Pfarrkirche Traun-St. Martin             |
| ja   | Datei hochladen | Evang. Pfarrkirche A.B. HERIS-ID: 82896 Objekt-ID: 96748                               | Schulstraße 38 Standort KG: Traun                               | 1901 konnte die evangelische Gemeinde A.B. Traun ein ausreichend großes Grundstück für den Bau eines Bethauses (Kirche) erwerben. Die Grundsteinlegung erfolgte aber erst am 25. März 1913. Die Trauner Baufirma Roithner zog den Bau auf der Grundlage der Pläne des Architekten August Scheinert aus Plauen in nur fünf Monaten hoch. Die Einweihung fand bereits am achten September 1913 statt. Der Turm der Kirche wurde in den Jahren 1983/84 errichtet und beherbergt die drei Glocken der Gemeinde. | BDA-Hist.: Q38179485 Status: § 2a Stand der BDA-Liste: 2025-06-30 Name: Evang. Pfarrkirche A.B. GstNr.: 1587/2 Evangelische Pfarrkirche Traun                 |
| ja   | Datei hochladen | Volksschule HERIS-ID: 82690 Objekt-ID: 96533                                           | Stefan-Taschner-Straße 10 Standort KG: Traun                    | | BDA-Hist.: Q38179012 Status: § 2a Stand der BDA-Liste: 2025-06-30 Name: Volksschule GstNr.: 674/6                                                             |
| ja   | Datei hochladen | Überreste der abgekommenen Kirche St. Dionysen HERIS-ID: 59743 Objekt-ID: 71310        | Untere Dorfstraße 25 Standort KG: Traun                         | Als indirekte Folge der Neugründung der Pfarre Traun wurde St. Dionysen 1787 aufgelassen. Teile der Einrichtung und Geräte fanden in der zur Pfarrkirche erhobenen Schlosskapelle Verwendung, das Übrige wurden den Armen als Brennholz zur Verfügung gestellt. 1790 wurde der Turm abgetragen und das Gebäude verkauft. Zuletzt blieben nur die Grundmauern und einige Wände stehen. Diese Reste fanden bei der Errichtung des Wohnhauses, das heute auf dem Grundstück steht, Verwendung. | BDA-Hist.: Q38088522 Status: Bescheid Stand der BDA-Liste: 2025-06-30 Name: Überreste der abgekommenen Kirche St. Dionysen GstNr.: 422, .86                   |